# Coloradoit
Coloradoit có công thức hóa học (HgTe) là một loại quặng tellurua cộng sinh trong các tích tụ kim loại (đặc biệt là vàng và bạc). Vàng thường có mặt bên trong tellurides (như Coloradoit) ở dạng vàng tự sinh kích thước mịn (cám).
Từ việc khai khoáng giúp phát hiện ra các quặng tellurid ở dạng cộng sinh với kim loại. Telluride mọc cắm vào các quặng chứa các kim loại quý này và cũng giúp các kim loại này được tạo ra đáng kể. Coloradoit là một hợp chất cộng hóa trị của telluride có cấu trúc đẳng hướng như sphalerit (ZnS). Các tính chất hóa học của là dấu hiệu quan trọng trong việc phân biệt với các khoáng telluride khác. Được phát hiện đầu tiên ở Colorado năm 1877, các tích tụ quặng ở những nơi khác chứa coloradoit đã được phát hiện sau đó. Mặc dù nó có vai trò quan trọng trong ngành địa chất khoáng sản, nó cũng được sử dụng cho những mục đích khác.

## Giới thiệu
Quặng tellurua có chủ yếu trong các mỏ kim loại. Năm 1848, C.T. Jackson là người đầu tiên phát hiện mẫu khoáng vật ở Mỹ chứa nguyên tố telluri trong mỏ Whitehall mine, ở Quận Spotsylvania, Virginia, gần Frederickson. Tellurua vàng được phát hiện đầu tiên năm 1782 ở Transylvania và các quặng tellurua khác liên tục được phát hiện sau đó ở nhiều nơi trên thế giới (Mark and Scibird, 1908). Phát hiện và mô tả đầu tiên về coloradoit là ông Frederick Augustus Genth, chúng nằm trong cách mạch Boulder ở Colorado năm 1877 và do đó nó được đặt tên theo địa danh này. Các nghiên cứu khác đã báo cáo về sự có mặt của nó trong các mỏ khác ở khu vực này và cũng như trong các mỏ trên thế giới có một lượng tellurua đáng kể. Nó được phân loại đầu tiên trong 2 nhóm theo James Dana, với số phân loại là 02.08.02.05. Nó cũng được xếp theo phân loại Strunz là 02.CB.05a, ở dạng kim loại sulfide với vàng, bạc, sắt, đồng và các kim loại khác.

## Thành phần
Công thức hóa học của coloradoit là is HgTe. Về mặt lý thuyết, thành phần % của HgTe bao gồm 61,14% Hg, và 38,86% Te; Bảng bên dưới thể hiện kết quả phân tích hóa học theo Vlasov trên các mẫu được thu thập từ hai vị trí khác nhau. Do nó được tìm thấy cùng các quặng tellurua khác, nó mang các kim loại khác như vàng và bạc. Ở dạng nguyên chất, nó có thành phần như đề cập ở trên. Nó hơi khó nhận dạng, petzit là một chất độc có thể bị nhầm lẫn với coloradoit, mặt khác, petzite có tính dị hướng trái ngược với coloradoit là khoáng vật đẳng hướng. Đây là hợp chất hai cấu tử có công thức tổng quát là AX.
| Hợp phần             | Kalgoorlie, Western Australia | Kalgoorlie, Western Australia | Lake Shore, Ontario |
| Hg                   | 60,95                         | 61,62                         | 58,55               |
| Pb                   | -                             | -                             | 1,60                |
| Te                   | 39,98                         | 38,43                         | 39,10               |
| Thành phần không tan | -                             | -                             | 0,25                |
| Tổng                 | 100,33                        | 100,05                        | 99,50               |

## Cấu trúc tinh thể
Coloradoit có cấu trúc tinh thể kiểu sphalerite, hay còn gọi là cấu trúc "kim cương"; lập phương tâm mặt, trong đó Hg2+ ở tâm, các đỉnh là Te2−, kết thành một chuỗi kiểu ABCABC. Tứ diện trong nhóm sphalerite liên kết với nhau thông qua các đỉnh của chúng và xoay 60̊ so với các tứ diện khác. Cấu trúc tinh thể là một hình lập phương với các ion Te2− ở các góc và các tâm mặt. 4 nguyên tử thủy ngân ở trọng tâm của các tứ diện với các đỉnh là các nguyên tử telluri và mỗi nguyên tử telluri nằm ở tâm của các tứ diện chức các đỉnh là thủy ngân. Nhóm điểm tinh thể của nó là *43m và nhóm không gian là F*43m. Nó là một hợp chất cộng hóa trị với tỉ lệ liên kết kim loại cao, do hóa trị thấp của nó và thậm chí còn thấp hơn khoảng cách giữa các nguyên tử (Povarennykh). Nó cũng có tính đẳng hướng, tức nó chỉ có một hệ số khúc xạ.